# الکساندریا ریل استیت
الکساندریا ریل استیت (انگلیسی: Alexandria Real Estate) شرکت املاک آمریکایی است، که در سال ۱۹۹۴ تأسیس شد.